# Martapura
Martapura is een plaats in de Indonesische provincie Zuid-Kalimantan (Kalimantan Selatan) op het eiland Borneo.